# Chelicerca maxima
Chelicerca maxima är en insektsart som beskrevs av Ross 1984. Chelicerca maxima ingår i släktet Chelicerca och familjen Anisembiidae. Inga underarter finns listade i Catalogue of Life.